# Tháng Mân Côi
Tháng Mân Côi ứng với tháng 10 hàng năm, là tháng mà hội thánh Công giáo dâng kính Đức Maria qua việc đọc kinh Mân Côi.
Nguồn gốc của tháng này bắt nguồn từ lễ kính Đức Mẹ Mân Côi vào ngày 7 tháng 10, được lập để tạ ơn Đức Mẹ đã nhận lời các tín hữu cầu nguyện. Họ đã lần chuỗi mân côi, cầu nguyện cho Hội thánh Kitô giáo Âu Châu tránh khỏi cuộc xâm lăng của đế quốc Ottoman, được đánh dấu bởi cuộc chiến tại Lepanto vào năm 1571.
Tháng Mân Côi chính thức hình thành  vào năm 1886 do Giáo hoàng Leo XIII qua thông điệp Supremi Apostolatus.
Trong thông điệp này, Giáo hoàng Leo XII viết: "Tôi xác định và truyền lệnh rằng, trong năm nay, Đại Lễ Kính Đức Trinh Nữ Rất Thánh Mân Côi sẽ được cử hành một cách long trọng ở bậc Lễ trọng trên toàn thế giới Công giáo, và từ ngày mồng 01 tháng 10 tới ngày mồng 02 tháng 11, mỗi ngày phải tổ chức đọc ít nhất năm chục Kinh Mân Côi cùng với Kinh Cầu Đức Bà tại tất cả các Giáo đường, và nếu các Đức Giám mục thấy là thích hợp và hữu ích, thì cũng làm như thế tại tất cả các ngôi Thánh Đường khác hay tại các Thánh Địa được cung hiến cho Mẹ Thiên Chúa Chí Thánh, trên toàn thế giới".